# Olivier Pignolet
Pour les articles homonymes, voir Pignolet.
Olivier Pignolet est un ancien footballeur professionnel français né le 8 avril 197 au Mans. Il évoluait au poste de milieu de terrain.
Il est l'actuel entraîneur de l'équipe réserve du Mans FC, évoluant en Régional 1.

## Biographie
Olivier Pignolet dispute 65 matchs en Division 2 sous les couleurs du Mans UC 72.
En janvier 2002, il est diplômé du DEF (Diplôme d'entraîneur de football).  Il entraîne à partir de 2009 le club amateur de Sablé-sur-Sarthe (DH, puis CFA 2).